# 八號馬拉德克里克鎮區 (北卡羅萊納州梅克倫堡縣)
八號馬拉德克里克鎮區（英語：Township 8, Mallard Creek）是位於美國北卡羅萊納州梅克倫堡縣的一個鎮區。

## 地方資料
八號馬拉德克里克鎮區的面積為27.45平方千米，皆為陸地。根據2020年美國人口普查的數據，當地共有人口9566人，而人口密度為每平方千米348.49人。